# Marco Zanotti (Radsportler, 1988)

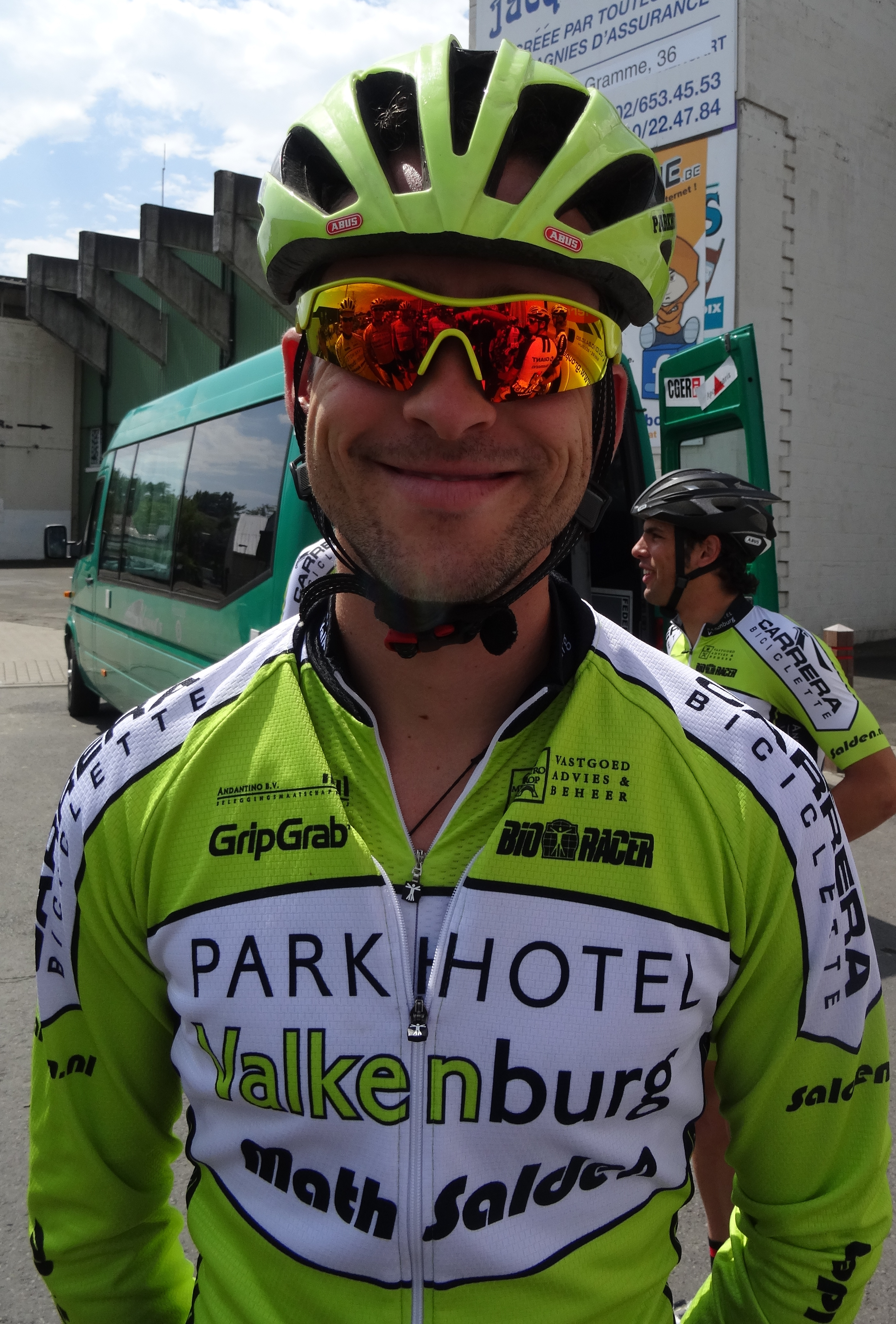
Marco Zanotti (2014)

Marco Zanotti (* 10. September 1988 in Desenzano del Garda) ist ein ehemaliger italienischer Radrennfahrer.
Zanotti gewann 2011 mit zwei Etappen beim Girobio seine ersten internationalen Wettbewerbe. Neben weiteren Etappensiegen in internationalen Rennen gewann er mit dem De Kustpijl sein einziges internationales Eintagesrennen seiner Laufbahn. Bei der Tour of Hainan 2017, einem Etappenrennen hors categorie, gewann er einen Abschnitt und wurde Gesamtvierter.

## Erfolge
2011
- zwei Etappen Girobio

2012
- zwei Etappen Vuelta a Colombia

2014
- eine Etappe Sibiu Cycling Tour

2015
- De Kustpijl
- eine Etappe Tour of Taihu Lake

2016
- Punktewertung Tour du Loir-et-Cher

2017
- eine Etappe Tour of Hainan

## Teams
- 2012 Utensilnord Named
- 2013 Utensilnord Ora24.eu (bis 29. August)
- 2014 Parkhotel Valkenburg Continental
- 2015 Parkhotel Valkenburg Continental
- 2016 Parkhotel Valkenburg Continental
- 2017 Monkey Town Continental Team
- 2018 Monkey Town Continental Team